# Jacques Auguste Simon Collin de Plancy
Jacques Auguste Simon Collin de Plancy (Plancy, 28 de gener de 1793- París, 26 de gener de 1881) va ser un escriptor francès interessat en l'ocultisme i l'insòlit.

## Biografia

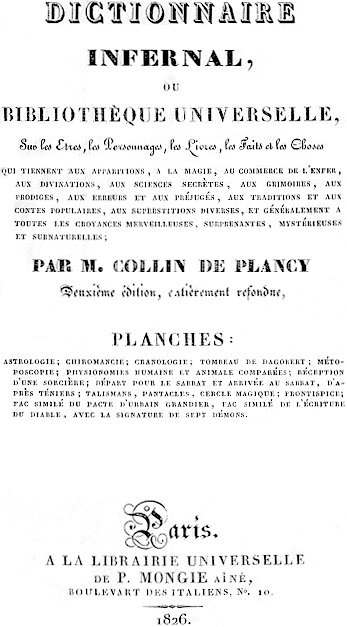
El Dictionnaire infernal de Collin de Plancy

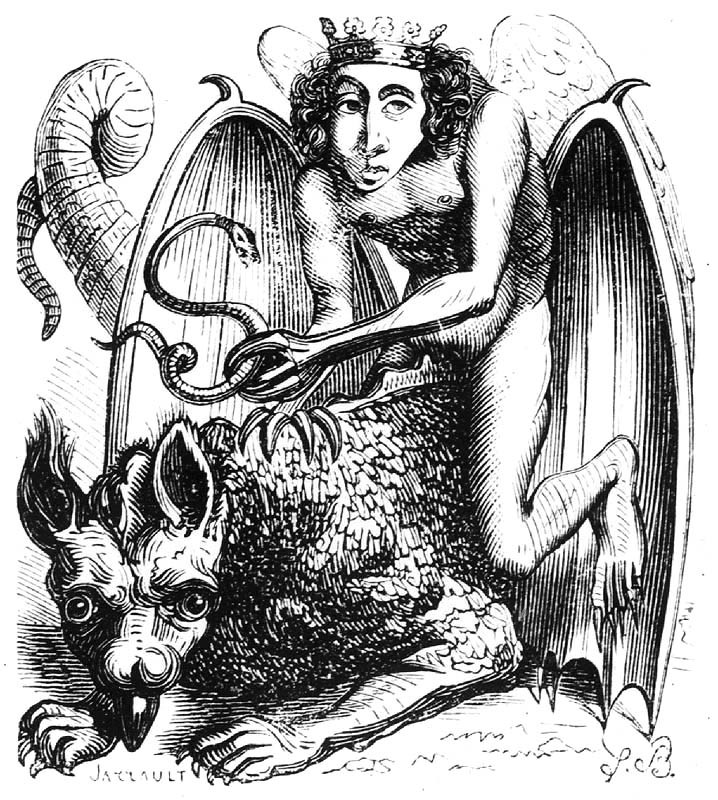
Astaroth representat al Dictionnaire infernal

Jacques Collin de Plancy era fill d'Edmé-Aubin Collin i de Marie-Anne Danton. El seu nom autèntic era Jacques Collin.
Era un lliurepensador influenciat per Voltaire, va ser impressor de llibres a Plancy i a París.
El 1830, es va instal·lar a Bèlgica, a Brussel·les, on fundà la Revue de Bruxelles i la Société de propagation des bons livres. El 1839, als Països Baixos fundà a L'Haia una Societat de Belles Arts. Després de tornar dels Països Baixos, Collin de Plancy tonà a la fe del catolicisme i el 1841 es retractà púlicament de tot el que havia publicat abans. El 1846, fundà a Plancy la Société de Saint-Victor pour la propagation des bons livres et la formation d'ouvriers chrétiens.
La seva obra més important és Dictionnaire infernal, amb una primera edició el 1818 i en què es reunien tots els coneixements de la seva època sobres les supersticions i la demonologia. La sisena edició, de 1863, té 550 il·lustracions, entre aquestes retrats de 72 dimonis dibuixats per L. Le Breton.
El 1815 Collin de Plancy es va casar amb la seva cosina Clotilde Marie Paban, la qual era escriptora sota el pseudònim de Marie d'Heures.
El seu fill, Victor Collin de Plancy (1853-1922), d'un segon matrimoni, va ser ministre plenipotenciari a l'Extrem Orient i després primer ambaixador de França a Corea.

## Obres
- Dictionnaire infernal
- Dictionnaire féodal ou Recherches et anecdotes sur les Dimes et les droits féodaux, les fiefs et les bénéfices, les privilèges, etc., et sur tout ce qui tient à la Féodalité (1819)
- Histoires des Vampires et des Spectres Malfaisans, 1820, à Paris, Chez Masson, Libraire
- Dictionnaire critique des reliques et des images miraculeuses (1821) - 3 tomes, 450, 470 et 416 pages. T. I . T. II . T. III
- Traité des reliques de Jean Calvin (1822)
- Voyage au centre de la terre, ou Aventures diverses de Clairancy et de ses compagnons dans le Spitzberg, au Pôle Nord et dans des pays inconnus. Tome 1 / traduit de l'anglais de M. Hormisdas-Peath, par M. Jacques de St Albin (J.-A.-S. Collin de Plancy)[3] (1823) (en líni a Gallica : tome 1, tome 2, tome 3)
- Histoire du Manneken Pis racontée par lui-même (1824) - Lacrosse, Bruxelles
- Biographie pittoresque des Jésuites ou Notices abrégées théologiques et historiques sur les jésuites célèbres (1826) - 110 pàgines
- Fastes militaires des Belges (1835-1836) - 4 volums
- Godefroid de Bouillon, chroniques et légendes du temps des deux premières croisades, 1095-1180 (1842) - 479 p.

- Dictionnaire infernal ou Répertoire universel des êtres, des personnages, des livres, des faits et des choses qui tiennent aux apparitions, à la magie, au commerce de l'enfer, aux démons, aux sorciers, aux sciences occultes, etc., 3a edició amb 250 articles nous aprovat per Monseigneur l'Archevêque de Paris. P. Mellier, Paris, et Guyot, Lyon, 1844, 582 p.
- Légendes de la Sainte Vierge (1845) - 392 p.
- Les fabliaux du Moyen Âge parmi lesquels se lisent les aventures de Tyl l'Espiègle, Grisélidis, le Roman de Renard, etc., 1846
- Dictionnaire des sciences occultes… ou Répertoire universel des êtres, des personnages, des livres… qui tiennent aux apparitions, aux divinations, à la magie… (t. 48-49 de l'Encyclopédie théologique), Ateliers catholiques du Petit-Montrouge, 1846-1848, 1072-1160 col.
- Légendes de l'Histoire de France (1846) - 386 pages
- Légende du juif errant (1847)
- La chronique de Godefroid de Bouillon et du royaume de Jérusalem. Première et deuxième croisade (1080-1187) avec l'histoire de Charles-le-Bon... (1848)
- Légendes de l'histoire de France 2 (1850)
- Quelques scènes du Moyen Âge. Légendes et récits, (1853)
- La Reine Berthe au grand pied et quelques légendes de Charlemagne (1854) - 274 p.
- Légendes des commandements de l'Église (1860) - 396 p.
- Légendes des sacrements - (1860) - 396 p.
- Légendes des femmes dans la vie réelle (1861) - 412 pages, Henri Plon, Paris
- Légendes de l'ancien testament, recueillies des apocryphes, des rabbins et des légendaires, distinguées avec soin des textes sacrés (1861) - 396 p.
- Légendes Infernales, relations et pactes des hôtes de l'enfer avec l'espèce humaine. (1861)
- Légendes de l'autre monde, pour servir à l'histoire du paradis, du purgatoire et de l'enfer, avec quelques esquisses de personnages peu soucieux de leur âme (1862) - 396 pages
- Dictionnaire infernal : répertoire universel des êtres, des personnages, des livres… qui tiennent aux esprits, aux démons…, (6a ed.) (1863). - VIII-723 p.
- La Vie et les légendes intimes des deux empereurs Napoléon IPlantilla:Er et Napoléon II jusqu'à l'avènement de Napoléon III (1863) - 411 p.
- Légendes des origines, 4a édition, (1864). - 412 p.
- Légendes du calendrier (1863) - 396 pages.
- Légendes des commandements de Dieu (1864) - 396 p.
- Légendes des sept péchés capitaux (1864) - 396 p.
- Légendes des douze convives du chanoine de Tours (1864) - 396 pages
- Légendes du juif errant et des seize reines de Munster (1866) - 393 pages
- Taxes des parties casuelles de la boutique du pape pour la remise, moyennant argent, de tous les crimes et pêchés (1871) - 82 p.
- La fin des temps, confirmée par des prophéties authentiques nouvellement recueillies (1871) - 211 pages
- La vie du cure J. Meslier d'après Voltaire (1871)
- Recherches sur l'alimentation des reptiles et des batraciens de France (1876)
- Catalogue des reptiles et batraciens du département de l'Aube et étude sur la distribution géographique des reptiles et batraciens de l'est de la France (1878) - 44 pages
- Légendes des esprits et des démons qui circulent autour de nous - 396 pages
- Le docteur Péperkouk, connu dans l'univers et dans mille autres lieux
- Légendes des vertus théologales et des vertus cardinales - 396 pages
- Traditions populaires et anecdotes insolites : Légendes infernales
- Légendes du Moyen Âge - 396 pages
- Œuvres de Jean-Charles-Julien Luce de Lancival, Tome I & II, précédées d'un notice de Collin de Plancy et des discours prononcés sur sa tombe.